# Diocèse de Ruy Barbosa
Le diocèse de Ruy Barbosa (en latin, Dioecesis Ruibarbosensis) est une circonscription ecclésiastique de l'Église catholique au Brésil.
Son siège se situe dans la ville de Ruy Barbosa, dans l'État de Bahia. Créé en 1959, il est suffragant de l'archidiocèse de Feira de Santana et s'étend sur 25 000 km2.
Son évêque est Mgr Estevam dos Santos Silva Filho (pt) depuis 2020.

## Liste des évêques
- Epaminondas José de Araújo (pt) (14 décembre 1959 – 27 octobre 1966)
- José Adelino Dantas (pt) (20 février 1967 – 4 octobre 1975)
- Mathias William Schmidt (pt), (14 mai 1976 – 24 mai 1992)
- André de Witte (8 juin 1994 – 15 avril 2020)
- Estevam dos Santos Silva Filho (pt) (depuis le 15 avril 2020)